# The Cardigans
The Cardigans sono un gruppo musicale svedese fondatosi nel 1992 nella città di Jönköping.

## Storia

### Gli esordi
Dopo una parentesi adolescenziale dedicata alla musica heavy metal, il chitarrista e songwriter Peter Svensson e il bassista Magnus Sveningsson, ispirati dal pop inglese, decidono di dare una svolta alla propria carriera e assoldano il tastierista Lasse Johansson, il batterista Bengt Lagenberg e la cantante Nina Persson (che si presenta al provino chiedendo di cantare da sola, con i membri della band fuori dalla stanza ad ascoltare) per dare vita ai Cardigans.
Nel 1993 un loro demo-tape arriva tra le mani del produttore Tore Johansson (New Order, Suede, Emilíana Torrini) che ne rimane convinto: nel 1994 viene pubblicato in Svezia e Giappone l'album d'esordio, Emmerdale (il titolo è quello di una soap opera britannica molto conosciuta in Svezia). Trascinato dal singolo Rise & Shine, il debutto ottiene un successo strepitoso nei due paesi e spiana la strada a Life, il secondo album: pubblicato nel 1995 per la Polydor, vende più di un milione di copie in tutto il mondo. In Giappone il singolo Carnival raggiunge il primo posto nelle classifiche e l'album vince il disco di platino. Il tour che ne segue è trionfale.

### Il grande successo

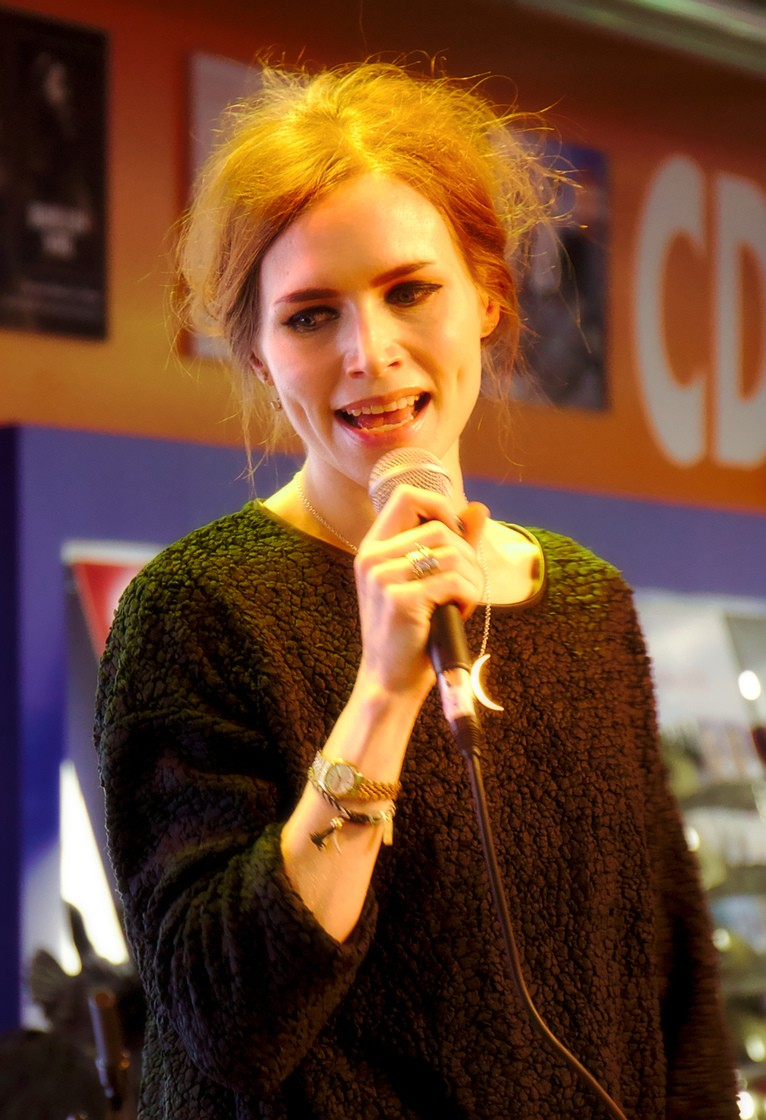
Nina Persson

Nel 1996 esce First Band on the Moon, il terzo album: ancora pop sofisticato, ma con atmosfere più cupe. A spingere l'album nelle vendite sono i singoli Lovefool, scelto come colonna sonora del film con Leonardo DiCaprio Romeo + Giulietta di William Shakespeare, e Been It. Per i Cardigans è la consacrazione, visto che First Band on the Moon vende diversi milioni di copie in tutto il mondo e la band tiene alcuni concerti negli USA.
Nel 1998 esce l'album successivo, Gran Turismo, che sterza improvvisamente verso un sound più elettronico e atmosfere molto malinconiche; uno stile che ricorda i primissimi Blondie. Il successo non abbandona però la band: i singoli My Favourite Game (di cui sarà censurato il video del regista svedese Jonas Åkerlund) e Erase/Rewind diventano famosissimi in tutto il mondo.
Sempre nel 1998 esce The Other Side of the Moon, una compilation contenente tutte le B-side della band prodotte fino ad allora. L'album, tuttavia, viene pubblicato esclusivamente in Giappone e Australia e costituisce pertanto una rarità per gli appassionati del gruppo svedese.
Nel 1999 i Cardigans collaborano con Tom Jones e registrano l'orecchiabile duetto Burning Down the House, cover di un brano dei Talking Heads e pubblicato sull'album Reload del cantante gallese.
A questa collaborazione segue una lunga pausa. Nina Persson preferisce dedicarsi al progetto A Camp, dando alle stampe l'album A Camp, Peter Svensson produce un album della cantante svedese Titiyo dal titolo Come Along, mentre Magnus Sveningsson, sotto il nome Righteous Boy, pubblica il suo primo album solista dal titolo omonimo (2001).

### Il ritorno sulle scene
Dopo più di quattro anni, nel 2003, i Cardigans ritornano assieme senza il produttore Johansson, per dedicarsi a Long Gone Before Daylight, un album quasi interamente acustico. Nonostante il buon successo dei singoli For What It's Worth, You're the Storm e Live and Learn, l'album fuori dalla Svezia delude un po' le aspettative. Nell'estate 2004 il gruppo si esibisce in tour con Katy Rose, Liz Phair e Charlotte Martin.
Lo stesso discorso si potrebbe fare per Super Extra Gravity, il sesto album della band, uscito a fine 2005 e non molto considerato dal pubblico, nonostante il gradevole singolo I Need Some Fine Wine and You, You Need to Be Nicer.

### Nuova pausa e ritorno nel 2012
Dopo Super Extra Gravity, la band si prende un'altra lunga pausa dopo quella dei primi anni 2000.
Nei primi mesi del 2008 è uscita la raccolta Best Of, pubblicata dalla Stockholm Records. L'album è stato pubblicato in due versioni, una contenente 21 tracce, l'altra, deluxe, contenente alcune B-side e versioni rare di canzoni della band, per un totale di 46 tracce. Non ci sono pezzi inediti. La raccolta non contiene esclusivamente singoli, ma anche delle tracce presenti nei sei precedenti album della band, e segue un ordine cronologico, in modo da mostrare al pubblico l'evoluzione musicale della band nel corso della carriera.
Persson, sotto il nome di A Camp, pubblica un secondo album, intitolato Colonia, nei primi mesi del 2009.
Nel 2012 i Cardigans annunciano il loro ritorno sulle scene con la partecipazione al Summer Sonic Rock Festival in Giappone, oltre ad altre date sempre in Asia (Russia, Israele, Indonesia e Taiwan). Il tour del gruppo prosegue fino all'estate 2013.

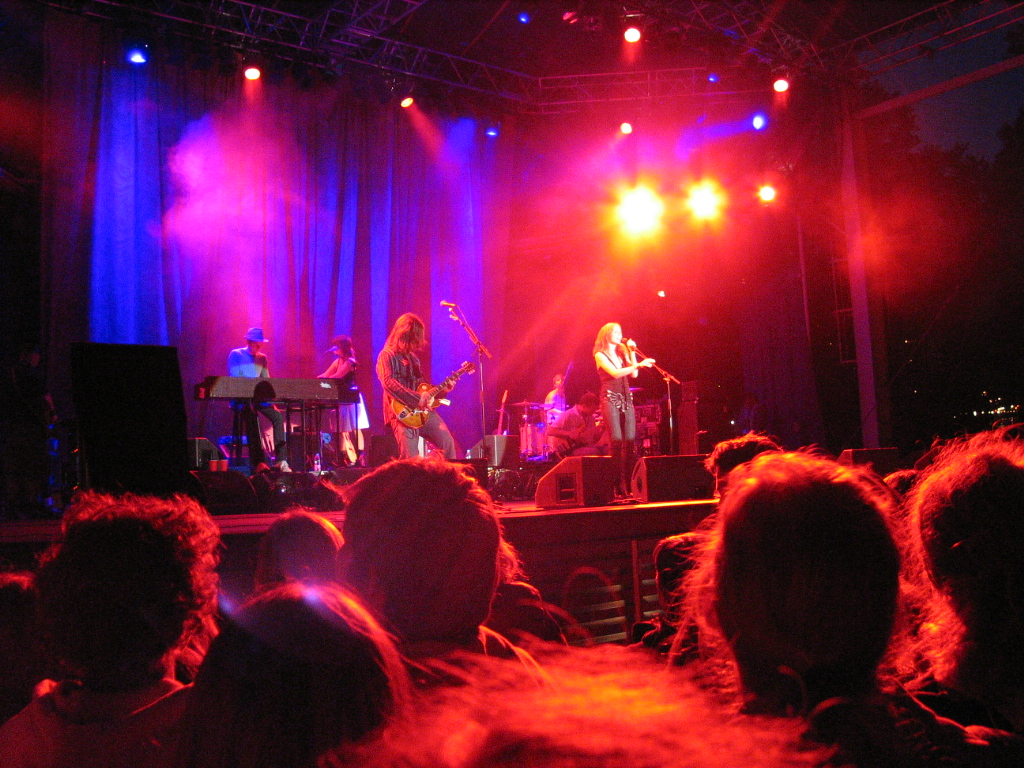
The Cardigans in concerto a Copenaghen, 2004

## Formazione
- Nina Persson – voce, armonica a bocca
- Peter Svensson – chitarra, cori
- Magnus Sveningsson – basso, cori
- Bengt Lagerberg – batteria, percussioni
- Lars-Olof "Lasse" Johansson – tastiera, pianoforte, chitarra

## Discografia

### Album

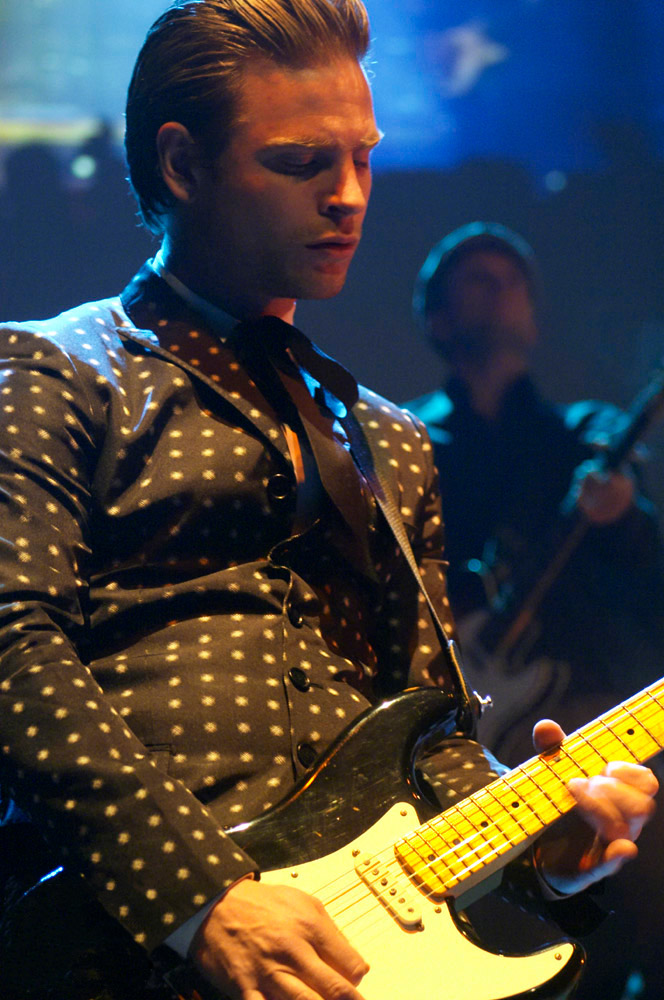
Peter Svensson

- 1994 – Emmerdale
- 1995 – Life
- 1996 – First Band on the Moon
- 1998 – Gran Turismo
- 2003 – Long Gone Before Daylight
- 2005 – Super Extra Gravity

### Raccolte
- 1998 – The Other Side of the Moon
- 2008 – Best Of

## Videografia

### DVD Live
- 2004 – Live in London